# トロワリビエールの戦い
トロワリビエールの戦い（英: Battle of Trois-Rivières）は、アメリカ独立戦争初期の大陸軍によるカナダ侵攻作戦中1776年6月8日にケベック市の上流、トロワリビエール（フランス語で3本の川を意味する）近くで起こった戦闘である。ケベック植民地総督ガイ・カールトンの指揮するイギリス軍が、セントローレンス川を遡って進軍する過程で、これを阻止しようとしたウィリアム・トンプソン准将が指揮する大陸軍を破った。
大陸軍がセントローレンス川を渡るところをケベック植民地の民兵が目撃し、トロワリビエールにいたイギリス軍に警告した。土地の農夫が大陸軍を湿地に誘導したことで、イギリス軍は援軍を上陸させて、大陸軍の背後に陣地を構築することができた。整ったイギリス軍の前線と湿地から現れた大陸軍の間に短時間の交戦が行われた後、大陸軍は算を乱した退却に移った。退却路の幾つかが遮断されていたので、トンプソン将軍とその参謀を始め、多くの者がイギリス軍の捕虜になった。
アメリカ独立戦争の中でこれはケベック植民地で戦われた最後の戦闘になった。この敗北後残った大陸軍はジョン・サリバン将軍の指揮下にまずセントジョンズ砦に、続いてタイコンデロガ砦にまで後退した。

## 背景
1775年9月からカナダに侵攻した大陸軍は、1775年の大晦日に行われたケベックの戦いで大きな敗北を喫した。その後ベネディクト・アーノルドが指揮する残り部隊は1776年5月までケベック市を包囲した。
5月6日早朝、イギリス海軍の艦船がケベック港に入った。これらの艦船に乗ってきた部隊は即座に市内に派遣され、それから間もなくガイ・カールトンは部隊を組み上げて大陸軍が宿営している場所に送り出した。この時大陸軍を指揮していたジョン・トーマスは既に退却の準備をさせているところだったが、イギリス軍が到着したことで部隊は恐慌に陥った。大陸軍は秩序無い退却を始め、5月18日頃にやっとソレルに辿り着いた。

### トロワリビエールのイギリス軍
5月中と6月初めに軍隊と軍需品を積んだ船舶が次々とケベック市に到着し続けた。6月2日までには、第9、第20、第29、第53および第60歩兵連隊が加わり、指揮官としてジョン・バーゴイン将軍も到着した。これらの部隊と共にフリードリヒ・リーデゼル男爵が指揮するブラウンシュヴァイク公国からのドイツ人傭兵部隊も到着した。
カールトンは5月初旬に大陸軍を逃亡させた後、特に意味のある攻勢は採らず、5月22日になって第47および第29歩兵連隊の部隊を運ぶ船を、アラン・マクリーンが指揮するトロワリビエールに派遣した。6月2日にサイモン・フレーザー准将がさらに追加部隊を率いてトロワリビエールに到着した。6月7日までにトロワリビエールにいる地上部隊は1,000名近くなり、追加部隊と物資を積んだ25隻の艦船がトロワリビエールに近い川とさらに数マイル上流に停泊していた。

### 大陸軍の攻撃準備
トーマス隊の撤退が、わずか数百の兵士を積んだ3隻のイギリス艦船の到着によって駆り立てられて以来、トーマスはイギリス軍の正確な勢力を掴めないままでいた。5月21日にソレルで開いた作戦会議には第二次大陸会議の代表も出ていたが、トロワリビエールとケベック市の間にあるデシャンボーで防御線を張るという決定を下した。この決断はイギリス軍の勢力に関する漠然とした報告と噂に基づいて下しており、軍人ではない大陸会議の代表が決断を主導した。トーマスは5月21日に天然痘に罹患し、6月2日にそれが原因で死んだ。軍隊指揮は短期間ウィリアム・トンプソンに置き換えられたが、6月5日にジョン・サリバンがタイコンデロガ砦から援軍を連れて到着したときにサリバンと交代した。
6月5日、サリバンが到着する数時間前に、トンプソンはアーサー・セントクレア大佐の指揮で600名の部隊をトロワリビエール方面に派遣し、少数勢力だと信じていたイギリス軍を急襲して追い散らそうとした。サリバンはソレルに到着した時に、即座にトンプソンに1,600名を付けてその後を追わせた。この部隊はニコレットでセントクレア隊に追いつき、翌日川沿いに防御線を構築した。6月7日夜、トンプソン、セントクレアおよび約2,000名の部隊が川を渡り、トロワリビエールからは数マイル上流のポワン・デュ・ラックに上陸した。

## 戦闘

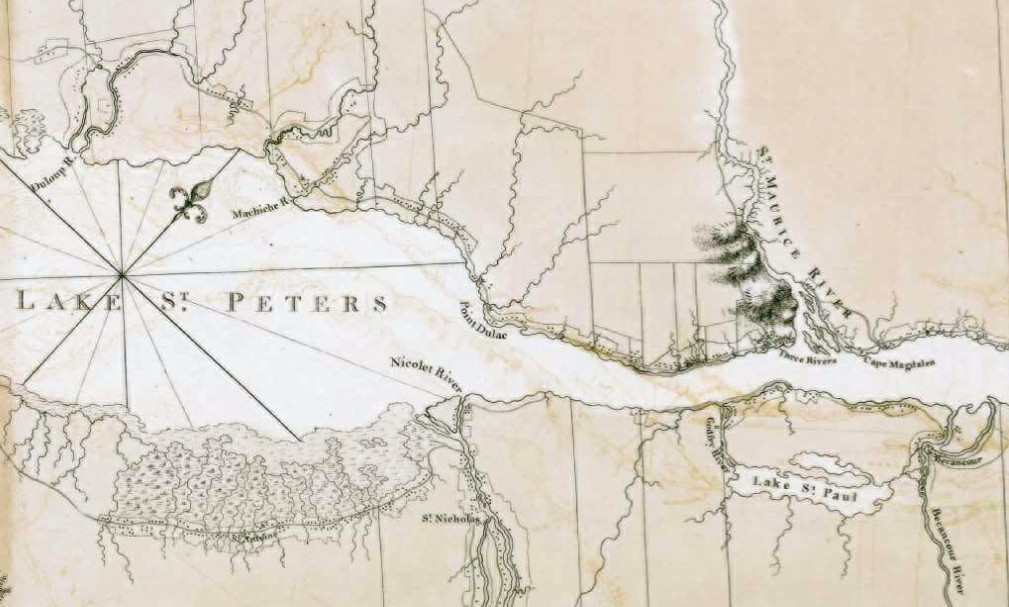
戦闘が起こった場所を示す1781年の地図

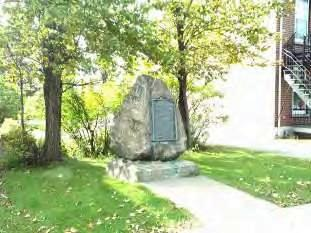
トロワリビエールの戦い戦場跡を示す銘板

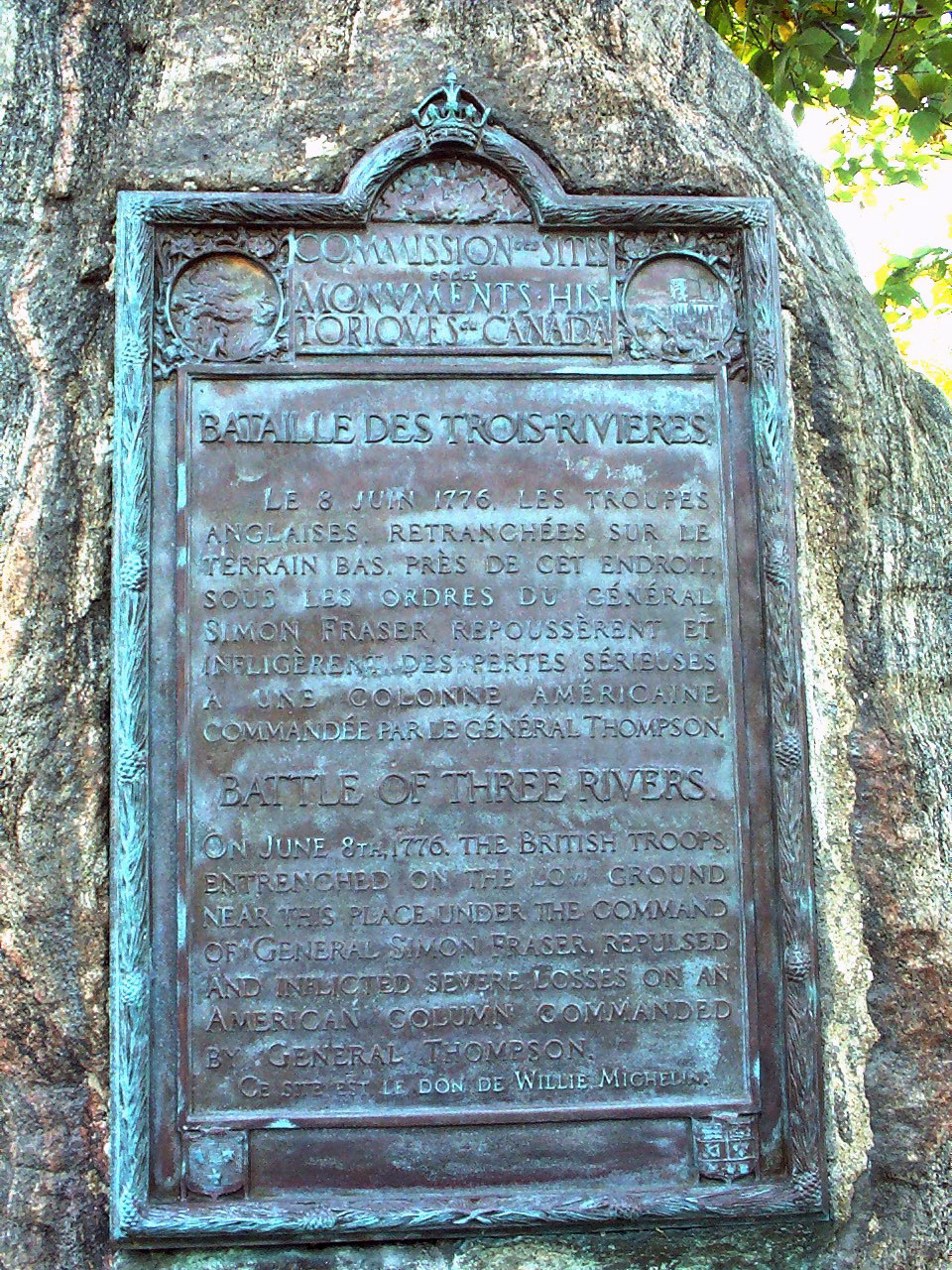
トロワリビエールの戦いでのイギリス軍を記念する銘板

大陸軍の渡河は地元の民兵大尉によって目撃され、この大尉はトロワリビエールにいるイギリス軍の所に駆け込んで、フレーザー将軍に報告された。トンプソンは上陸点を守らせるために250名の部隊を残し、残りの部隊でトロワリビエールに向かった。トンプソンは土地の地形に不慣れであり、土地の農夫アントワーヌ・ゴーティエにトロワリビエールまで部隊を案内するよう説得した。ゴーティエは明らかに意図的にそこから抜け出すには数時間を要するような湿地帯に大陸軍を誘導した。その間に大陸軍の出現を警告されていたイギリス軍は川の艦隊から部隊を上陸させ、トロワリビエール郊外の道路に戦闘線を構築した。艦船はポワン・デュ・ラックにも派遣され、そこで大陸軍の守備隊を追い出した。大陸軍の守備隊は船の大半を使って川を渡り逃げた。
トンプソンが率いた大陸軍の部隊は失地から抜け出したところに、イギリス軍の艦船HMSマーティンに遭遇し、そのぶどう弾によって湿地に押し戻された。アンソニー・ウェイン大佐が指揮していた部隊はまだ少しましで、湿地から出たところは陣形を組んだフレーザーの部隊がいるだけだった。短時間の交戦が行われたが、大陸軍はフレーザー隊に敵することができず、武器や物資を残して逃げ出した。大陸軍の幾らかの部隊は何らかの遮蔽になる森の外れまで退却し、イギリス軍との応戦を試みたが、イギリス軍からの銃火で道を外れさせられ、川の艦船からの砲火で岸に近付くこともできなかった。セントクレアとその部隊が上陸地点まで戻ったが、そこは既にイギリス軍に占領されていた。このときに捕獲を免れる手段としては湿地の森に戻り、上流の方に逃げることしかなかった。ウェインがやっと約800名の後衛部隊を組織し、イギリス陣地への攻撃を試みたが、これも森の中に後退させられた。ウェインはよろめきながらの退却を指揮したが、その間に多くの兵士が脱落したものの、森が実際の勢力を隠す役目を果たしていた。
カールトン将軍はこの戦闘の終わり頃にトロワリビエールに到着した 。グラント少佐の指揮するイギリス軍分遣隊が、大陸軍がセントローレンス川北岸を退却する際に通過しなければならないリビエール・デュ・ルーに架かる橋を抑えていた。カールトンは大量の捕虜を扱いたくなかったか、あるいは大陸軍の士気をさらに落とすことを望んだかのために、グラントに撤退を命じ、大陸軍の大半を逃亡させた。それでもかなりの数の大陸軍兵が逃げられずに捕虜になった。その中にはトンプソン将軍とその士官17名も含まれていた。イギリス軍が敗残兵の掃討を終えたのは6月13日のことだった。捕虜の総数は236名になった。歴史家のブレンダン・モリセイは、大陸軍兵の約30名が戦闘で殺されたとしており、一方ハワード・ペッカムはその数が50名だとしている。

## 戦闘の後
大陸軍のばらばらにされた部隊はセントローレンス川北岸を陸路バーシアビルまで戻り、そこから川を渡ってソレルに戻った。6月11日に戻ってきた者もいた。サリバンはこのとき指揮下に有効勢力として2,500名を抱えていたので、当初はソレルでイギリス軍に抵抗することを望んだが、天然痘、脱走およびイギリス海軍の艦船が上流に向かっているという情報が入ったために、退却するときだと考えるようになった。6月17日までに大陸軍はケベック植民地を離れることになったが、その前にモントリオール市を焼き払い、セントジョンズ砦を破壊し、シャンプレーン湖を航行可能な軍事的価値のある船全ての破壊を試みた。
6月9日カールトンはイギリス軍の大半にソレルまで向かうよう命じたが、実際にはカールトンが6月13日に部隊に合流するまで動かなかった。フレーザーの指揮する1,200名の部隊がセントローレンス川北岸をバーシアとモントリオールに向かった。イギリス艦隊は6月14日遅くにソレルに到着した。大陸軍はその日の朝にそこを離れていた。イギリス軍の一部が6月17日にモントリオールに入り、またセントジョンズ砦にも到着したが、それは最後の大陸軍兵（一説ではベネディクト・アーノルドとされる）が焼け跡から出て行くときだった。

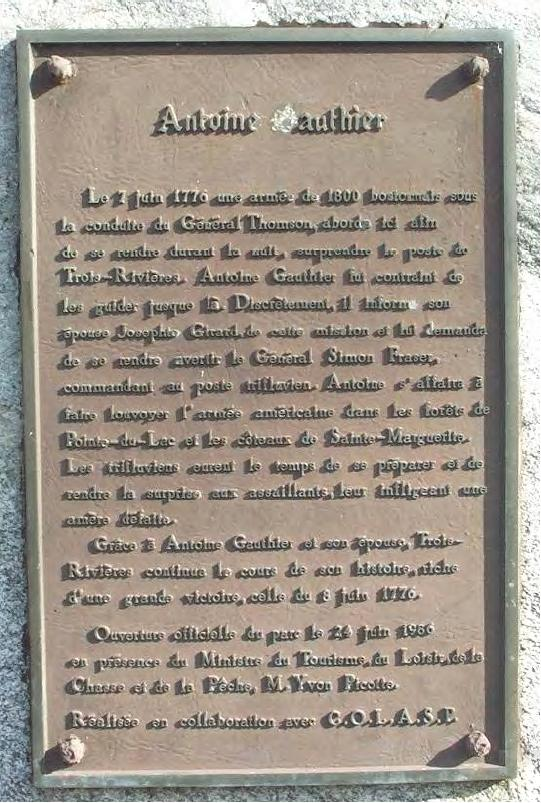
この戦闘でアントワーヌ・ゴーティエが果たした役割を記念する銘板

捕虜達はカールトンから大変寛大な扱いを受けた。その収監状態は常に良いものではなかったが、カールトンは彼等に衣服を供給し、士官以外の者は全てニューヨークに送って解放した。

## 遺産
トロワリビエールの市内には戦争の諸相を記念する銘板が3つある。イギリス軍の参戦を称える銘板はカナダ歴史史跡記念碑委員会によってル・ジューヌ橋の近くに置かれた。大陸軍の戦死者を記念する銘板は、1985年8月にアメリカ独立戦争の娘達によってシャンプレーン公園に置かれた。3つめは大陸軍を迷わせたアントワーヌ・ゴーティエが果たした役割を記念する銘板である。
大陸軍の撤退中とこの戦闘で負傷した兵士はトロワリビエールにあるアーシュリン女子修道院で治療された。大陸会議はこの世話に対する費用支払いを承認せず、修道院はその請求書を保持していた。請求額は約26ポンドであり、現在価値では1,000ないし2,000万ドルに相当する。2009年7月4日、トロワリビエールの町の設立375周年を祝す祭で、アメリカの総領事デイビッド・フェッターが象徴的な意味においてカナダドルで130ドルをアーシュリン女子修道院に対する負債として支払った。